# Рибя беззъбка
Рибя беззъбка (Anodonta anatina) е вид мида от семейство Unionidae.

## Разпространение
Видът е разпространен в Австрия, Беларус, Белгия, Босна и Херцеговина, България, Великобритания (Северна Ирландия), Германия, Гърция, Дания, Естония, Ирландия, Испания, Италия, Китай, Латвия, Литва, Лихтенщайн, Люксембург, Нидерландия, Норвегия, Полша, Португалия, Румъния, Русия (Амурска област, Европейска част на Русия, Западен Сибир, Иркутск, Камчатка и Приморски край), Словакия, Словения, Сърбия, Турция, Украйна, Унгария, Финландия, Франция, Хърватия, Чехия, Швейцария и Швеция.